# Hœdic
 Hœdic  (en bretón Edig) es una población y comuna francesa, situada en la región de Bretaña, departamento de Morbihan, en el distrito de Lorient y cantón de Quiberon.
El territorio de la comuna es la isla de su nombre.

## Demografía
| 205 | 191 | 147 | 126 | 140 | 117 |
| Para los censos de 1962 a 1999 la población legal corresponde a la población sin duplicidades (Fuente: INSEE [Consultar]) |     |     |     |     |     |